# جورج جي. سكوت
جورج جي. سكوت (بالإنجليزية: George G. Scott)‏ هو قاضي ومحامي وسياسي أمريكي، ولد في 11 مايو 1811، وتوفي في 7 سبتمبر 1886. حزبياً، نشط في الحزب الديمقراطي. وقد انتخب عضو جمعية ولاية نيويورك وانتخب عضو مجلس ولاية نيويورك.